# محکمه عالی کیفری عراق
محکمه عالی کیفری عراق (انگلیسی: Supreme Iraqi Criminal Tribunal) پیشتر دادگاه ویژه عراق (به انگلیسی: Iraqi Special Tribunal) و به اختصار IHT یک دادگاه بر اساس قانون ملی عراق بود که از سوی حکومت ائتلاف موقت عراق برای پیگیری و دادخواهی از جرایمی که بین سالهای ۱۹۶۸ و ۲۰۰۳ توسط صدام حسین و اعضای رژیم  حزب عربی سوسیالیستی بعث صورت گرفته بود تشکیل شد. از معروف‌ترین افرادی که در این دادگاه محاکمه شدند می‌توان از صدام حسین، علی شیمیایی، طه یاسین رمضان و طارق عزیز نام برد.

## صلاحیت
این دادگاه صلاحیت محاکمه در جرایم زیر را دارد:
- نسل‌کشی
- جنایت علیه بشریت
- جنایت جنگی
- مداخله در روند قضایی
- سوء استفاده از منابع ملی
- استفاده از نیروی قاهره علیه یک کشور عربی